# Desa Cikarageman
Desa Cikarageman är en administrativ by i Indonesien.   Den ligger i provinsen Jawa Barat, i den västra delen av landet, 28 km sydost om huvudstaden Jakarta. Desa Cikarageman ligger vid sjön Rawa Taman.